# مارجوری داو (هنرپیشه)
مارجوری داو (انگلیسی: Marjorie Daw؛ ۱۹ ژانویهٔ ۱۹۰۲ – ۱۸ مارس ۱۹۷۹) بازیگر اهل ایالات متحده آمریکا بود.
از فیلم‌هایی که وی در آن نقش داشته‌است، می‌توان به چرا دخترها جواب رد می‌دهند اشاره کرد.